# Zona Cinzenta da Arbitragem
A Zona Cinzenta da Arbitragem é uma terminologia usada no futebol para designar o local no campo de jogo onde há a maior dificuldade para a arbitragem tomar a decisão correta dentro da grande área. Ela é uma faixa de campo que fica entre o árbitro e os atuais árbitros assistentes, que é como são chamados os bandeirinhas.
Essa zona vem recebendo uma atenção especial da FIFA nos treinamentos dos árbitros de elite, já que esta zona “foge” a diagonal padrão dos árbitros centrais, ficando distante de sua visualização. Desta forma, é em lances que ocorrem nesta região que acontecem muitos erros de arbitragem. Por isso, ultimamente a FIFA tem orientando para que sempre que as jogadas ocorrem dentro desta área, os centrais devem “abandonar” sua trajetória normal para poder se aproximar do local da tomada de decisão.